# خط تریلیوم
خط تریلیوم (فرانسوی: Ligne Trillium‎) یا او-ترین خط دوم، یک سرویس قطار سبک شهری ترانزیت (DLRT) در اتاوا، انتاریو، کانادا است که توسط اوسی ترانسپو اداره می‌شود. این خط از مه ۲۰۲۰ به دلیل گسترش خدمات بسته شده‌است.